# Narodowy Plan Rozwoju Gospodarczego
Narodowy Plan Rozwoju Gospodarczego (hiszp. Plan Nacional de Estabilización Económica) – plan gospodarczy wprowadzony w 1959 r. w Hiszpanii dla ratowania beznadziejnej sytuacji gospodarczej państwa spowodowanej przez izolacyjną politykę dyktatora gen. Francisco Franco.

## Sytuacja przed wprowadzeniem planu
W 1956 roku Hiszpania była praktycznie w stanie upadłości, jej gospodarka była niestabilna. Inflacja rosła w zastraszającym tempie. Były to konsekwencje samowystarczalnej i izolacjonistycznej polityki rządu generała Franco. W tym czasie Hiszpania razem z Portugalią były najbiedniejszymi państwami Europy.

## Nowy rząd
Ta sytuacja spowodowała potrzebę zreformowania systemu gospodarczego panującego w Hiszpanii. Tak więc, w 1957 roku został utworzony nowy rząd, w którym sprawami gospodarczymi zajmowali się nowi ministrowie, tzw. Technokraci, którzy byli związani z katolickim stowarzyszeniem Opus Dei. Stanowisko Ministra Handlu pełnił Alberto Ullastres, a Ministra Administracji Mariano Navarro Rubio. Stworzyli oni Narodowy Plan Rozwoju Gospodarczego, który był niezbędny do umocnienia rozwoju gospodarczego kraju. Nie wszyscy politycy byli entuzjastycznie nastawieni do tej reformy, np.: Franco i Carrero Blanco. Nie chcieli oni zmieniać istniejącego systemu, lecz lekko go modyfikując umocnić.

## Postanowienia planu
Ostatecznie Narodowy Plan Rozwoju Gospodarczego wszedł w życie dnia 21 czerwca 1959 roku. Główne punkty planu obejmowały zmianę wartości waluty względem dolara (z 42 na 60 peset w stosunku do 1 dolara). Dało to stabilność kursowi waluty hiszpańskiej. Aby zmniejszyć inflację konieczne było obniżenie wydatków na państwo, a także ograniczenie prawa do kredytów bankowych i zamrożenie części wynagrodzeń. Rząd planował stopniowe ograniczanie swojej władzy nad gospodarką państwa. Innym bardzo ważnym punktem planu było otwarcie się rynku hiszpańskiego na zagraniczne wpływy. Ułatwienie importu i powiązanie gospodarki krajowej z międzynarodową. Niedługo po podpisaniu tego dekretu rząd wprowadził serię ułatwień dla zagranicznych inwestorów planujących wejście na rynek hiszpański. Ta transformacja była możliwa dzięki pomocy kredytów z międzynarodowych banków.

## Skutki wprowadzenia planu
W 1959 roku Hiszpania odnotowała nadwyżkę bilansu wynagrodzeń w wysokości 81 milionów dolarów. W Banku Hiszpanii wzrosły rezerwy dewiz. Zaobserwowano także spadek inflacji z 12,6% w 1958 do 2,4% w 1960 r. Są to krótkoterminowe rezultaty Narodowego Planu Rozwoju Gospodarczego. Ale zamrożenie części wynagrodzeń i spadek akcyzy spowodowały groźną falę emigracji Hiszpan do Europy w celu znalezienia zatrudnienia. Działania te miały miejsce na tak szeroką skalę iż stały się fenomenem epoki.